# Жуненко Сергій Миколайович
Сергій Миколайович Жуненко (нар. 13 травня 1970, Талгар, Казахська РСР) — радянський та казахський футболіст, захисник та півзахисник, згодом —  тренер.

## Клубна кар'єра
Народився в Талгарі. До 15 років займався у Хаджимурата Ібрагімова, почав залучатися до юнацької збірної Казахстану. У 15 років, будучи учнем восьмого класу, переїхав в Алмати, де завершив школу в республіканському спортінтернаті. У 16 років перейшов у дубль «Кайрата».
Після розвалу СРСР, в 22 роки, перейшов у луганську «Зорю». У 1993 році перейшов до «Кайрату», але не зіграв у ньому жодного офіційного матчу
У 1993 році перейшов у волгоградський «Ротор», де досяг значних успіхів: став бронзовим і срібним призером чемпіонату Росії, а також брав участь у матчах Кубку УЄФА і Кубку Інтертото. Під час зимової перерви сезону 1997/98 років він перейшов у донецький «Шахтар». Під час одного з матчів отримав травму, одужавши повернувся на футбольне поле, але пробитися до головної команди гірників уже не зміг пробитися до головної команди гірників, після чого влітку 1999 року на правах оренди перейшов у донецький «Металург». По завершенні контракту виїхав до Росії, де виступав у клубах «Металург» (Липецьк), КАМАЗ, «Світлотехніка» та «Лісма-Мордовія». Після цього виступав в аматорському клубі «Металург» (Волзький), а в 2006 році підписав контракт з камишинським «Текстильником». У 2008 році завершив кар'єру футболіста в воронезькому ФСА.

## Кар'єра в збірній
У 1996 році викликався в збірну Казахстану.

## Кар'єра тренера
Після завершення кар'єри футболіста працював тренером у воронезькому ФСА. Спочатку був директором клубу, згодом — виконувачем обов'язків головного тренера. Тренував дітей у приватній школі. У 2011 році повернувся до Казахстану, де виконував функції тренера в «Таразі».

## Статистика виступів

### У вищих дивізіонах
| Команда            | Сезон   | Рівень. | Матчі | Голи |
| ------------------ | ------- | ------- | ----- | ---- |
| Зоря-МАЛС          | 1992    | I       | 11    | 1    |
| Ротор              | 1992    | I       | 4     | 0    |
| Ротор              | 1994    | I       | 27    | 0    |
| Ротор              | 1995    | I       | 25    | 0    |
| Ротор              | 1996    | I       | 16    | 0    |
| Ротор              | 1997    | I       | 23    | 0    |
| Ротор              | Загалом | Загалом | 95    | 0    |
| Шахтар (Донецьк)   | 1997/98 | I       | 11    | 0    |
| Шахтар (Донецьк)   | 1998/99 | I       | 8     | 0    |
| Шахтар (Донецьк)   | Загалом | Загалом | 19    | 0    |
| Металург (Донецьк) | 1999/00 | I       | 3     | 1    |
| Усього             | Усього  | Усього  | 128   | 2    |

### Виступи в збірній
| Матчі й голи Жуненка за збірну Казахстану | Матчі й голи Жуненка за збірну Казахстану | Матчі й голи Жуненка за збірну Казахстану | Матчі й голи Жуненка за збірну Казахстану | Матчі й голи Жуненка за збірну Казахстану | Матчі й голи Жуненка за збірну Казахстану |
| ----------------------------------------- | ----------------------------------------- | ----------------------------------------- | ----------------------------------------- | ----------------------------------------- | ----------------------------------------- |
| №                                         | Дата                                      | Суперник                                  | Рахунок                                   | Голи                                      | Змагання                                  |
| 1                                         | 14 червня 1996                            | Катар                                     | 1-0                                       | -                                         | Кваліфікація Кубку Азії 1996              |
| 2                                         | 21 червня 1996                            | Сирія                                     | 0-2                                       | -                                         | Кваліфікація Кубку Азії 1996              |

Загалом: 2 матчі / 0 голів; 1 перемога, 0 нічиїх, 1 поразка.

### У єврокубках
У складі «Ротора»:
- Кубок УЄФА 1994—1995: 2 гри.
- Кубок УЄФА 1995—1996: 3 гри.
- Кубок Інтертото 1996: 6 матчів.
- Кубок УЄФА 1997—1998: 3 гри.

## Досягнення
- Перша ліга чемпіонату СРСР
  -  Бронзовий призер (1): 1989

- Вища ліга чемпіонату Росії
  -  Срібний призер (1): 1997
  -  Бронзовий призер (1): 1996

- Кубок Росії
  -  Фіналіст (1): 1995

- Вища ліга чемпіонату Росії
  -  Срібний призер (2): 1997/98, 1998/99

- Кубок Інтертото
  -  Фіналіст (1): 1996